# Samuel Vaucher
Pour les articles homonymes, voir Vaucher.
Samuel Vaucher est un architecte suisse né à Lausanne le 27 mars 1798 et mort le 15 janvier 1877 à Genève.

## Biographie
Samuel Vaucher est reçu citoyen genevois le 15 juin 1825. Lieutenant-colonel fédéral du génie, il est décoré des ordres de la Légion d'honneur, des Saints-Maurice-et-Lazare, de Saint-Stanislas et de Charles III. Ses travaux sur les maisons de détention lui valurent une grande notoriété.
Il épouse le 15 septembre 1828 Coralie Crémieux. Ensemble, ils ont sept enfants nés entre 1830 et 1842.

## Réalisations
- Musée Rath à Genève
- Palais du Pharo à Marseille
- Pont des Amours à Annecy
- Villa « Rive-Belle » à Pregny-Chambésy